# Ablabius (Historiker)
Ablabius war ein spätantiker Autor und Verfasser einer Geschichte der Goten.
Wer Ablabius war und wann genau er gelebt hat, ist nicht bekannt. Er muss jedoch sein Werk, da es von Jordanes benutzt wurde, spätestens zu Beginn des 6. Jahrhunderts verfasst haben, vielleicht auch schon im 5. Jahrhundert. John Liebeschuetz nimmt an, dass die Gotengeschichte des Ablabius die erste ihrer Art war, später aber durch die ausführlichere Darstellung Cassiodors verdrängt wurde (auf die sich Jordanes weitgehend gestützt haben soll). Eventuell verfasste Ablabius auch gar kein umfangreiches Geschichtswerk, sondern nur eine kleinere ethnographische Schrift, die dann von Jordanes benutzt wurde. Es ist wahrscheinlich, dass Jordanes das Werk des Ablabius direkt benutzt hat, wenngleich auch eine Zwischenquelle nicht ausgeschlossen werden kann. Überliefert sind nur noch Zitate in Jordanes’ Getica. Ablabius soll sich auf Volkslieder und Sagen der Goten gestützt haben, was allerdings bezüglich historisch zutreffenden Schilderungen problematische Quellen sind.
Die Fragmente des Ablabius sind (einschließlich einer englischen Übersetzung, Kommentar und knappen allgemeinen Bemerkungen) gesammelt in Brill’s New Jacoby (Nr. 708). Eine sehr viel skeptischere Haltung zu Rolle und Einfluss des Ablabius kommt in der 2020 erschienenen Edition von Lieve Van Hoof und Peter Van Nuffelen zum Ausdruck.